# Ulica Targowa w Wodzisławiu Śląskim
Ulica Targowa w Wodzisławiu Śląskim – historyczna ulica Wodzisławia Śląskiego, pamiętająca czasy średniowiecza. Jest częścią siatki wodzisławskiej starówki. Już w 1810 r. nosiła nazwę Jabłonkowska aż do II wojny światowej. Wówczas znajdowała się przy niej synagoga. Po 1945 r. nazwę zmieniono na Targowa ze względu na przeniesienie na tę ulicę targowiska miejskiego, które wcześniej znajdowało się na Rynku. W późniejszych latach wybudowano przy tej ulicy „Halę Targową”. Przy ulicy tej mieściło się kino „Czar” w budynku po synagodze. W latach 70. XX wieku przy ulicy wybudowano Dworzec PKS, który jest do dziś. Ze względu na położenie, ulica jest prawnie chroniona przez Wojewódzkiego Konserwatora Zabytków.
Ulica ta rozpoczyna się od płyty Rynku, do skrzyżowania z ulicą Zamkową pełni funkcję deptaka. Kończy się natomiast na skrzyżowaniu z ul. Krętą oraz z ul. Ofiar Oświęcimskich. Ulicę tę przecina rzeka Leśnica.
Niewielkim fragmentem tej ulicy kursują autobusy miejskie wszystkich linii, które wyjeżdżają z Dworca Autobusowego znajdującego się przy tej ulicy.